# Anastasi Rinos i Martí
Anastasi Rinos i Martí (Barcelona, 1949) fou un muntador, editor, realitzador de cinema i publicitat. Format a l'Escola de Cinematografia Aixelà, el 1969 entra de meritori als estudis Balcázar i treballa amb Lluís Puigvert i Teresa Alcocer. Ja com a muntador en cap intervé en una cinquantena de documentals, curts, publicitat i més d’una dotzena de films de directors: Francesc Bellmunt, La Nova Cançó (1975-76), La torna (1978) i L’orgia (1978), Josep Joan Bigas Luna, Bilbao (1985) i Caniche (1978-79), i Gonzalo Herralde, Últimas tardes con Teresa (1983). El 1979 és un dels fundadors de Germinal Films, S. Coop. Ltda.. A partir del 1983 es dedica prioritàriament a la realització i a la producció audiovisual. L'any 1991 assessora el muntatge de L’última frontera de Manuel Cussó-Ferrer i Atolladero (1995) d'Óscar Aibar. Intervé en Babaouo (1997-98) de Manuel Cussó-Ferrer, en el documental El efecto Iguazú (2002) de Pere Joan Ventura, en el telefilm Sincopat (2002) de Miguel Milena i Excuses! (2003) de Joel Joan.